# Cineteatro 2 de Julho
O Cineteatro 2 de Julho é um equipamento público do Estado da Bahia, localizado na sede do Instituto de Radiodifusão Educativa da Bahia (IRDEB), no bairro da Federação, em Salvador. Foi inaugurado em 26 de agosto de 2024, após a reforma do antigo Teatro do Irdeb, fundado em 1969. Sua requalificação deu origem a uma estrutura ampliada e modernizada, com equipamentos de alta tecnologia e novas possibilidades de utilização e serviços. O nome do equipamento é uma referência à Independência da Bahia, em homenagem às mulheres e aos homens que lutaram para garantir a independência da Bahia e do Brasil em 1823.

## Estrutura
O Cineteatro 2 de Julho possui 171 lugares, incluindo 2 lugares para pessoas em cadeiras de rodas, 2 lugares para pessoas obesas e 2 lugares para pessoas com mobilidade reduzida. É equipado com telões de led multiuso (um no fundo do palco, um no foyer e um externo), 1 tela de projeção retrátil (a maior tela de projeção retrátil da Bahia), 2 camarins, banheiros adaptados para pessoas com deficiência, um café-restaurante para os visitantes e áreas de convivência com paisagismo. A obra de requalificação do antigo Teatro do IRDEB para o Cineteatro 2 de Julho teve um orçamento de R$ 9 milhões.

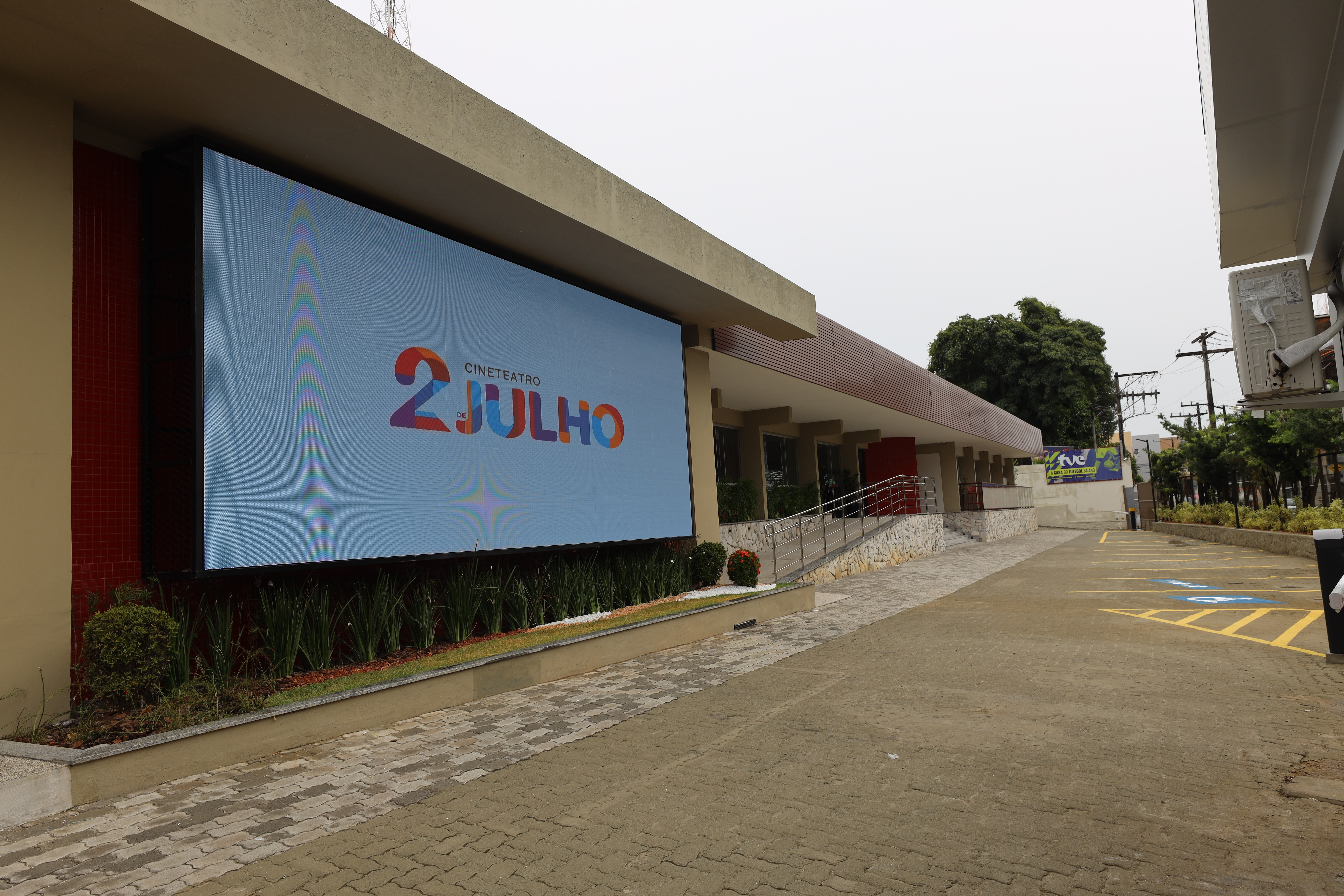
Painel frontal do Cineteatro 2 de Julho (Foto: Wuiga Rubini / GOVBA)
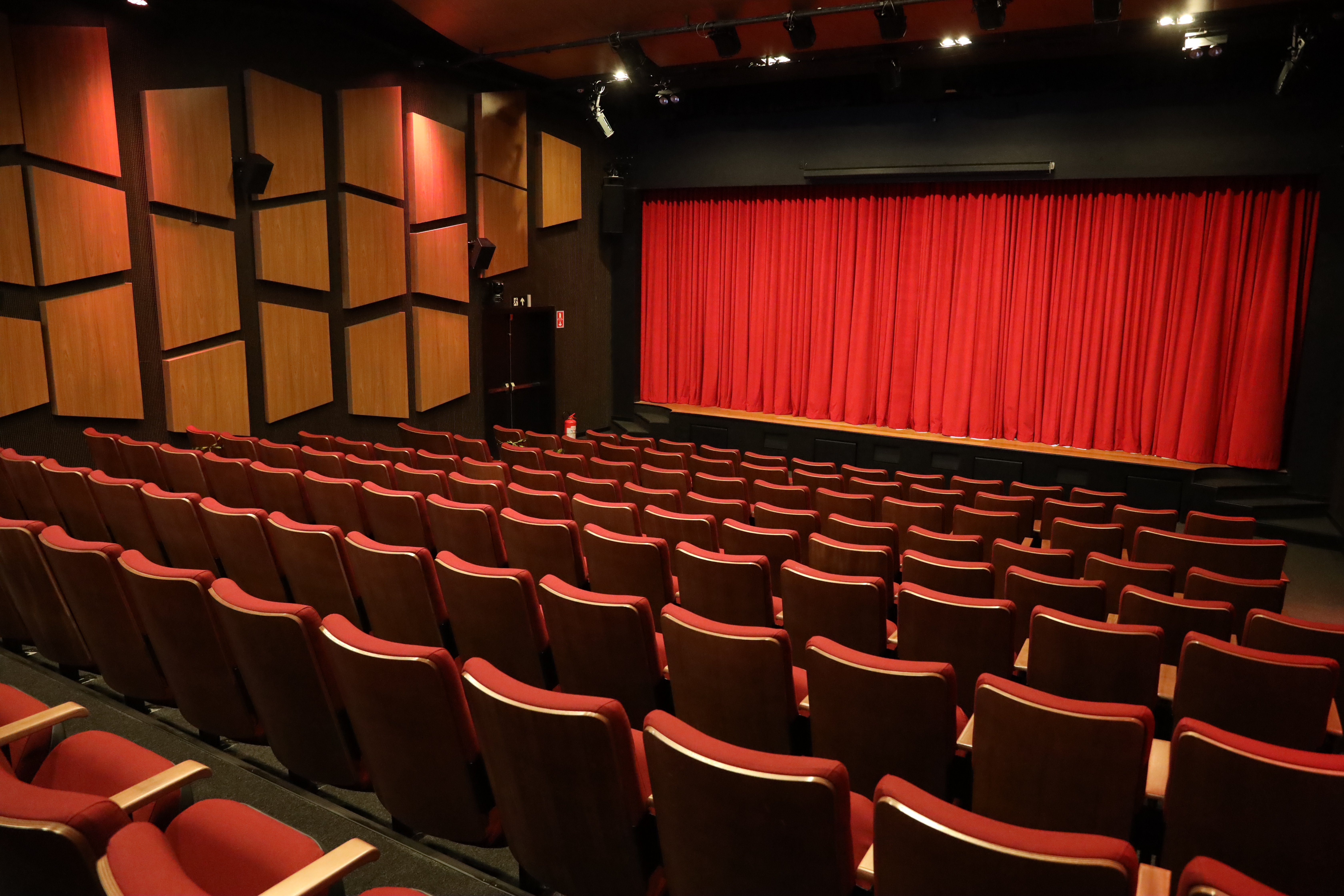
Sala do Cineteatro 2 de Julho (Foto: Wuiga Rubini / GOVBA)
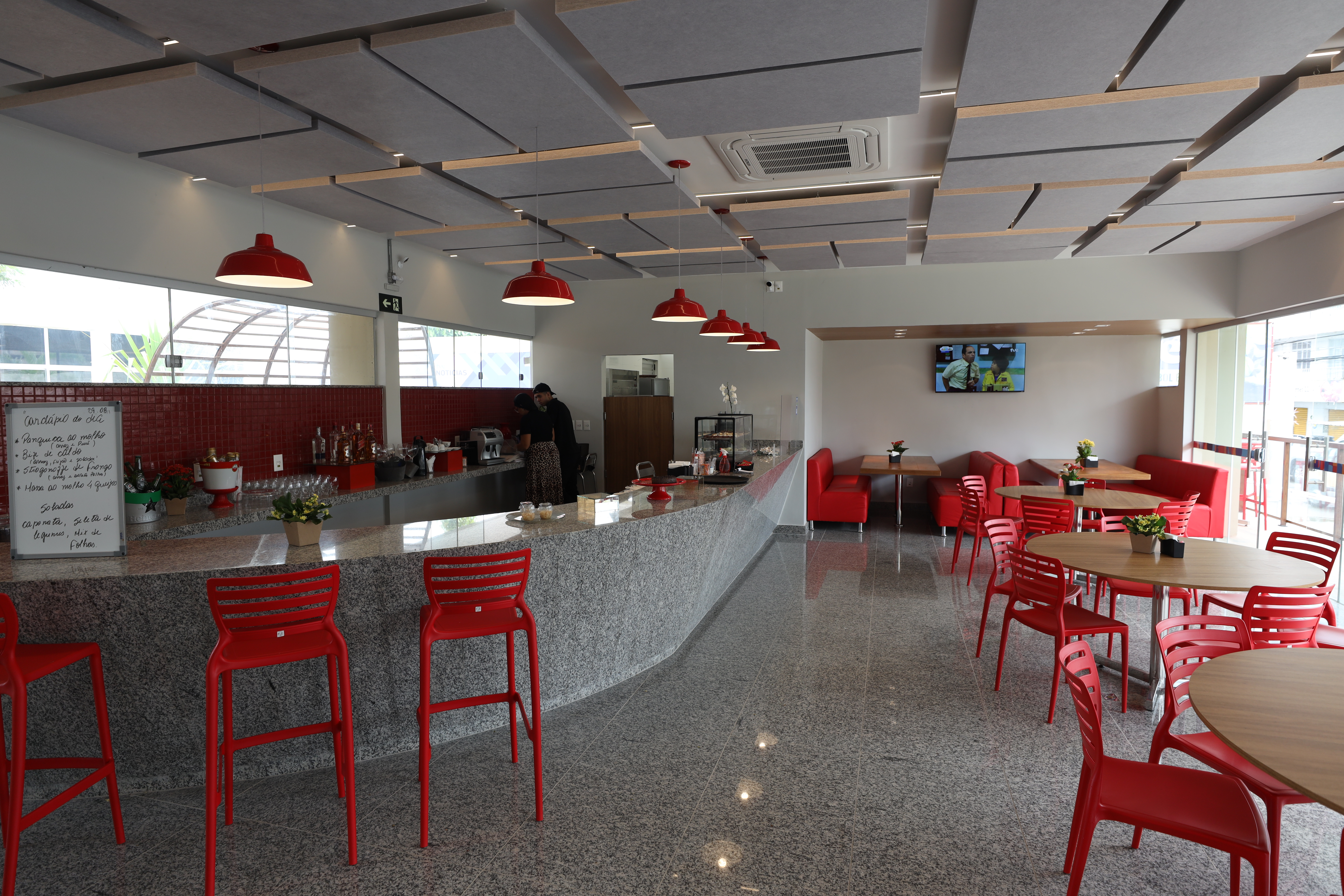
Café Restaurante e área de convivência (Foto: Wuiga Rubini / GOVBA)
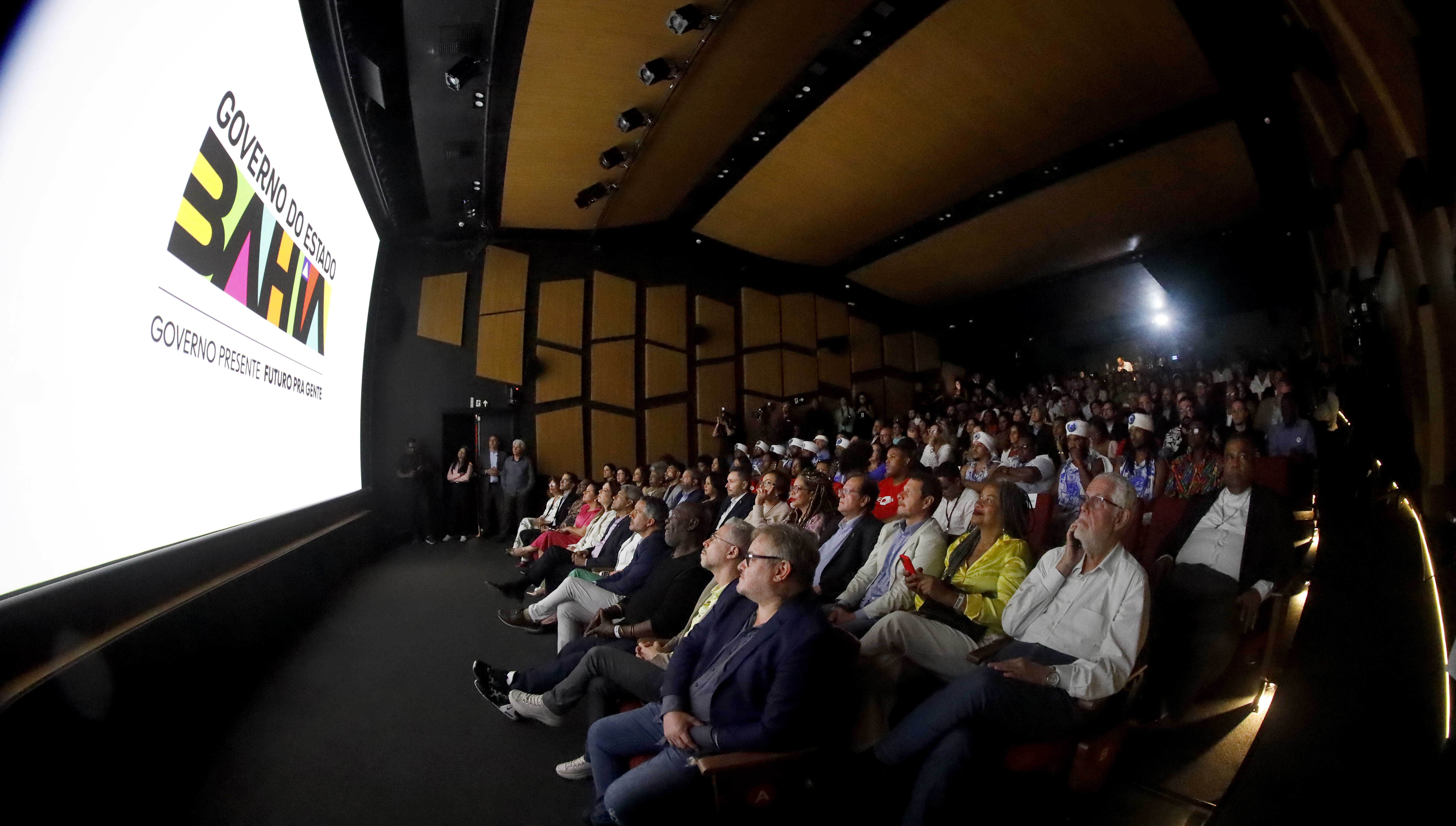
Inauguração (Foto: Matheus Landim / GOVBA)

## Funcionamento
O Cineteatro 2 de Julho promove e recebe atividades como peças de teatro, shows, exibições de filmes e documentários, espetáculos de dança, além de realizar diversos tipos de eventos como festivais, mostras, debates, aulas, palestras e premiações. Com uma estrutura de transmissão ao vivo com câmeras e integrado à TVE Bahia, TV Educa Bahia e a Rádio Educadora FM, o espaço permite que a população tenha acesso aos eventos e programas produzidos neste espaço presencialmente ou através da TV, Rádio e Internet.